# Інститут історії партії при ЦК Компартії України
Інститут історії партії при ЦК Компартії України — філіал Інституту марксизму-ленінізму при ЦК КПРС — науково-дослідницька установа в складі ЦК Комуністичної партії України, один із 16 філіалів Інституту марксизму-ленінізму при ЦК КПРС, що існували в СРСР.
Діяв у 1929—1991 роках. Попередником інституту була Комісія з вивчення історії Жовтневої революції та Комуністичної партії (див. Всеукраїнський істпарт), створена відповідно до постанови ВУЦВК від 6 квітня 1921 року в Харкові. Від березня 1922 року Істпарт в Україні було підпорядковано (на правах відділу) ЦК КП(б)У. Місцеві (губернські, окружні) Істпарти керували діяльністю архівів, організовували музеї, виставки, публікували парт. документи, мемуари, історичні дослідження. Істпарт ЦК КП(б)У видавав журнал «Літопис революції». У 1928 році Істпарт ЦК ВКП(б) було об'єднано з Інститутом Леніна при ЦК ВКП(б), а Істпарт ЦК КП(б)У 1929 року реорганізовано в Інститут історії партії та Жовтневої революції на Україні при ЦК КП(б)У.  Від 1934 року містився в Києві. 1939 року його перейменовано на Український філіал Інституту Маркса-Енгельса-Леніна при ЦК ВКП(б). Від 1956 року отримав назву — Інститут історії партії при ЦК Компартії України — філіал Інституту марксизму-ленінізму при ЦК КПРС.
Офіційними завданнями інституту були: переклад і видання українською мовою творів Карла Маркса, Фрідріха Енгельса, Володимира Леніна, їхніх біографій, документів комуністичної партії; розробка концепції історії КП(б)У—КПУ, дослідження проблем наукового комунізму, партійного будівництва. Важливими складовими його діяльності були пропаганда партійної історії й політики та полеміка із західними істориками щодо тлумачення історії й політики КП(б)У—КПУ.
Структурною ланкою інституту був Партійний архів, що здійснював збирання, обробку та публікацію документів партійних і комсомольських органів. При інституті діяла бібліотека з унікальним за своєю повнотою зібранням історико-партійної літератури та партійної преси. Інститут здійснював  керівництво партійними архівами обласних партійних комітетів, Київським і Львівським філіалами Центрального музею В. І. Леніна. Разом з Інститутом історії АН УРСР був співвидавцем «Українського історичного журналу» (з 1957). Інститут підготував до видання українською мовою 2-ге, 4-те і 5-те (т. зв. повне) зібрання творів В. І. Леніна, 2-ге зібр. творів К. Маркса і Ф. Енгельса, низку тематичних видань творів В. Леніна, К. Маркса і Ф. Енгельса, збірки документів «Комуністична партія України в резолюціях і рішеннях з'їздів і конференцій» (1958), «Комуністична партія України в резолюціях з'їздів, конференцій і Пленумів ЦК» (т. 1—2; 1976—77), кілька видань «Нариси історії Компартії України» та ін.
Крім офіційно визначених, інститут виконував інші функції, до яких, зокрема, належали: підготовка проектів текстів виступів (часом текстів публікацій) керівників ЦК Компартії України, аналітичних і довідкових матеріалів, пристосування концепції історії партії до відповідної політійної кон'юнктури, участь у політико-ідеологічних кампаніях (критика троцькізму (див. Лев Троцький), «правого ухилу», «двокорінності» походження КП(б)У, «скрипниківщини» (див. Микола Скрипник), «яворщини» (див. Матвій Яворський), викриття «буржуазно-націоналістичних перекручень» історії партії, апологетика, а згодом критика Йосипа Сталіна, Микити Хрущова, Петра Шелеста та ін.).
28 березня 1988 року ЦК КПУ ухвалив постанову «Про роботу Інституту історії партії при ЦК Компартії України — філіалу Інституту марксизму-ленінізму при ЦК КПРС по підвищенню рівня наукових досліджень і посиленню їх зв'язку з практикою». З цього моменту інтенсифікувалася робота над підготовкою нового видання «Нариси історії Компартії України» (було підготовлено рукопис). Було розроблено й здійснено спеціальну дослідницьку програму з вивчення найбільш дискусійних питань політичної історії СРСР. Відтоді розпочалося видання повних текстів протоколів і стенограм з'їздів і конференцій КП(б)У (встигли вийти друком протоколи 1-го і 2-го з'їздів), видання повних текстів тв. відомих політ. діячів (вийшли друком твори Миколи Скрипника). Великий резонанс одержали підготовлені співробітниками інституту збірки статей «Про минуле заради майбутнього» (1989) та «Маршрутами історії» (1990), наукова документальна збірка «Голод 1932—1933 років на Україні: очима істориків, мовою документів» (1990).
1990 року за рішенням ЦК КПУ інститут перейменовано на Інститут політичних досліджень. 1990 року інститут підготував книгу «Сторінки історії Компартії України: запитання і відповіді», а 1991 року — довідник «Комуністична партія України: з'їзди і конференції».
Рішенням Президії АН України від 11 грудня 1991 року на матеріально-технічній базі інституту створено Інститут національних відносин і політології АН України (з 1997 року — Інститут політичних і етнонаціональних досліджень НАН України). Колишній Партійний архів перейменовано на Центральний державний архів громадських об'єднань України і введений у систему державних архівів України.

### Директори Інститут історії партії при ЦК Компартії України
- 1929–1932 — Рубач Михайло Абрамович
- 1934–1936 — Пілацька Ольга Володимирівна
- 1938–1938 — Гусєв Анатолій Миколайович
- 1944–1947 — Єневич Федір Федорович
- 1947–1951 — Гольнєв Микита Семенович
- 1951–1954 — Діденко Григорій Дем'янович
- 1954–1956 — Доній Микола Романович
- 1956–1974 — Назаренко Іван Дмитрович
- 1974–1988 — Юрчук Василь Ісакович
- 1989–1992 — Рудич Фелікс Михайлович